# Eleganta svindlare
Eleganta svindlare (norska: Madame besøker Oslo) är en norsk dramafilm från 1927 i regi av Harry Ivarson. I huvudrollerna ses Naima Wifstrand, Joachim Holst-Jensen och Erling Drangsholt.

## Handling
På tåglinjen Berlin-Köpenhamn möter madam Vera Wadjevska och hennes vän Baron Felix de Video den rike bankiren Wagelsten från Sydney, som efter många år är på väg hem till Norge för att överta ett gods. Men Wagelsten faller plötsligt ihop död och baronen, som är förbluffande lik Wagelsten, övertar hans identitet.

## Rollista
- Naima Wifstrand - madam Vera
- Joachim Holst-Jensen - baron Felix de Video
- Erling Drangsholt - Helge Wagelsten
- Lars Johannessen - Heegaard, fabrikör
- Sonja Mjøen - Edith
- Per Kvist - båtsman på 'Mayfair'
- August Mowinckel-Nilsen - Freddie Juul
- Einar Vaage - Wagelsteen, bankir
- Eugen Skjønberg - Albert
- Hilda Fredriksen - Alberts fru
- Oscar Leffmann - 1. hovmästare
- Johs. Jensen - 2. hovmästare
- Erling Krogh - trubaduren
- Ellen Isefiær - en gäst